# Wadena (Iowa)
Wadena és una població dels Estats Units a l'estat d'Iowa. Segons el cens del 2000 tenia 243 habitants.

## Demografia
Segons el cens del 2000, Wadena tenia 243 habitants, 111 habitatges, i 71 famílies. La densitat de població era de 126,8 habitants/km².
Dels 111 habitatges en un 28,8% hi vivien nens de menys de 18 anys, en un 48,6% hi vivien parelles casades, en un 12,6% dones solteres, i en un 36% no eren unitats familiars. En el 32,4% dels habitatges hi vivien persones soles el 13,5% de les quals corresponia a persones de 65 anys o més que vivien soles. El nombre mitjà de persones vivint en cada habitatge era de 2,19 i el nombre mitjà de persones que vivien en cada família era de 2,76.
Per edats la població es repartia de la següent manera: un 24,3% tenia menys de 18 anys, un 6,6% entre 18 i 24, un 23,9% entre 25 i 44, un 25,5% de 45 a 60 i un 19,8% 65 anys o més.
L'edat mediana era de 41 anys. Per cada 100 dones de 18 o més anys hi havia 87,8 homes.
La renda mediana per habitatge era de 25.500 $ i la renda mediana per família de 31.563 $. Els homes tenien una renda mediana de 32.250 $ mentre que les dones 14.688 $. La renda per capita de la població era de 13.861 $. Entorn del 7,1% de les famílies i el 14,3% de la població estaven per davall del llindar de pobresa.

## Poblacions més properes
El següent diagrama mostra les poblacions més properes.